# Палацо Пиняно
Пала̀цо Пиня̀но (на италиански: Palazzo Pignano, на местен диалект: Palas Pignà, Палас Пиня) е малко градче и община в Северна Италия, провинция Кремона, регион Ломбардия. Разположено е на 82 m надморска височина. Населението на общината е 3802 души (към 2010 г.).